# セヴン・ワールド
『セヴン・ワールド』（原題：Seven Worlds）は、アメリカ合衆国のギタリスト、エリック・ジョンソンが1998年に発表したスタジオ・アルバム。

## 解説
1976年から1978年にかけて録音され、元々はジョンソンのデビュー・アルバムとなるはずだったが、結果的には20年にわたり未発表となった。ただし、ジョンソンはソロ・デビュー前の1981年まで、本作にも参加したカイル・ブロックとビル・マドックスと共にツアーを行っており、本作のジャケット写真およびバンドの写真は、トム・ライトが1980年のアメリカ・ツアーの合間に撮影した。
収録曲のうち「ザップ」と「エメラルド・アイズ」は、ジョンソンの公式デビュー作となった『Tones』でも再演されている。Matthew Greenwaldはオールミュージックにおいて5点満点中4.5点を付け「将来性を感じさせるデモ録音の類ではなく、ギターの技巧に加えてポップ/ロック系のソングライターとしての才能も存分に示した、完全に作り込まれているアルバム」と評している。

## 収録曲
特記なき楽曲はエリック・ジョンソン作。1. 7. 9.はインストゥルメンタル。
1. ザップ - Zap - 3:22
2. エメラルド・アイズ - Emerald Eyes (Eric Johnson, Jay Aaron Podolnick) - 3:18
3. ショウダウン - Showdown (E. Johnson, J. A. Podolnick) - 3:59
4. ミッシング・キー - Missing Key - 3:43
5. アローン・ウィズ・ユー - Alone with You - 6:13
6. アイ・プロミス・アイ・ウィル・トライ - I Promise I Will Try - 2:41
7. ウィンター・ケイム - Winter Came - 4:56
8. ターン・ザ・ページ - Turn the Page - 3:49
9. ア・ソング・フォー・ライフ - A Song for Life - 2:29
10. バイ・ユア・サイド - By Your Side - 3:37

## 参加ミュージシャン
- エリック・ジョンソン - ギター(all songs)、ボーカル(on #2, #3, #4, #5, #6, #8, #10)、ピアノ(on #2, #3, #4, #5, #7, #8, #10)、ローズ・ピアノ(on #2, #3)、ラップ・スティール(on #3, #6, #8)、ベース(on #7)
- スティーヴ・バーバー - シンセサイザー(on #3)
- カイル・ブロック - ベース(on #1, #2, #4, #5)
- デヴィッド・デナード - ベース(on #3)、シタール(on #8)
- ロスコー・ベック（英語版） - ベース(on #7, #8, #10)
- ビル・マドックス - ドラムス(on #1, #2, #4, #5, #7, #8)
- マーク・シンガー - ドラムス(on #3, #10)
- キム・ウィルソン - ハーモニカ(on #1, #5)
- リンダ・ウェザビー - ヴィオラ・ダ・ガンバ(on #4)
- ニック・フェルプス - トランペット(on #6, #8)、フルート(on #7)
- ジェイ・アーロン・ポドルニック - バックグラウンド・ボーカル(on #2, #10)
- リザ・ファロウ - バックグラウンド・ボーカル(on #3)
- クリストファー・クロス - バックグラウンド・ボーカル(on #4, #10)
- ジミー・マーティン - ギター・アレンジ(on #8)